# Episodi di Magarsus
La prima stagione della serie televisiva turca Magarsus, composta da 8 episodi, è stata distribuita in Turchia sul servizio di streaming BluTV dal 10 agosto al 21 settembre 2023.
| nº | Titolo originale | Titolo italiano | Pubblicazione Turchia | Pubblicazione Italia |
| -- | ---------------- | --------------- | --------------------- | -------------------- |
| 1  | Sarıbahçe        |                 | 10 agosto 2023        | inedita              |
| 2  | İtibar           |                 | 10 agosto 2023        | inedita              |
| 3  | Dağılma          |                 | 17 agosto 2023        | inedita              |
| 4  | Manipulasiyon    |                 | 24 agosto 2023        | inedita              |
| 5  | Seçimler         |                 | 31 agosto 2023        | inedita              |
| 6  | Yolculuk         |                 | 7 settembre 2023      | inedita              |
| 7  | Bedel            |                 | 14 settembre 2023     | inedita              |
| 8  | Savaş            |                 | 21 settembre 2023     | inedita              |

## Sarıbahçe
- Titolo originale: Sarıbahçe
- Diretto da: Yunus Ozan Korkut
- Scritto da: Yunus Ozan Korkut e Mustafa Yürüktümen

## İtibar
- Titolo originale: İtibar
- Diretto da: Yunus Ozan Korkut
- Scritto da: Yunus Ozan Korkut e Mustafa Yürüktümen

## Dağılma
- Titolo originale: Dağılma
- Diretto da: Yunus Ozan Korkut
- Scritto da: Yunus Ozan Korkut e Mustafa Yürüktümen

## Manipulasiyon
- Titolo originale: Manipulasiyon
- Diretto da: Yunus Ozan Korkut
- Scritto da: Yunus Ozan Korkut e Mustafa Yürüktümen

## Seçimler
- Titolo originale: Seçimler
- Diretto da: Yunus Ozan Korkut
- Scritto da: Yunus Ozan Korkut e Mustafa Yürüktümen

## Yolculuk
- Titolo originale: Yolculuk
- Diretto da: Yunus Ozan Korkut
- Scritto da: Yunus Ozan Korkut e Mustafa Yürüktümen

## Bedel
- Titolo originale: Bedel
- Diretto da: Yunus Ozan Korkut
- Scritto da: Yunus Ozan Korkut e Mustafa Yürüktümen

## Savaş
- Titolo originale: Savaş
- Diretto da: Yunus Ozan Korkut
- Scritto da: Yunus Ozan Korkut e Mustafa Yürüktümen